# Max de Jong (bestuurder)
Max de Jong (Rotterdam, 7 september 1934 – Parijs, 15 oktober 2020) was een Nederlands bestuurder. Hij is vooral bekend als topman van de Perscombinatie en als voorzitter van de NOS.

## Loopbaan
De Jong studeerde economie aan de Economische Hogeschool Rotterdam en liep stage in de Verenigde Staten. Hij begon in 1962 als directie-assistent bij Mycofarm, waar hij een jaar later directeur werd toen de zittende directeur een hartaanval kreeg. In 1969 ging hij bij McKinsey werken waar hij als organisatieadviseur leerde saneren. Via McKinsey werkte hij bij VMF-Stork waar hij in 1971 in de raad van bestuur kwam. In 1979 stapte hij op na een ruzie met de voorzitter van de raad van bestuur, jonkheer Feyo Sickinghe.
De Jong werd commissaris van Perscombinatie en tussen 1982 en 1990 was hij voorzitter van de hoofddirectie van de krantenuitgever. In die periode wist De Jong van het verlieslijdende bedrijf weer een winstgevend bedrijf te maken. Dit was met name te danken aan succes en groei bij de Volkskrant, de onderdelen Trouw en Het Parool bleven kwakkelen. In 1988 wilde De Jong de Perscombinatie laten fuseren met de Nederlandse Dagblad Unie (NDU) van Reed Elsevier, dat onder meer bestond uit AD en NRC Handelsblad. De fusie, die de steun had van Elsevier topman Pierre Vinken, mislukte toen eerst de redacties in opstand kwamen en vervolgens ook de achterliggende stichtingen van de PCM-bladen de fusie in 1989 blokkeerden. De Jong vertrok in 1990 en onder zijn opvolger Cees Smaling zou de samengang in 1995 alsnog plaatsvinden toen PCM Uitgevers (in 1994 fuseerde Perscombinatie met Meulenhoff & Co) de NDU overnam. 
Tussen 1991 en 1993 was De Jong voorzitter van de NOS. Daar saneerde hij een verlies van 150 miljoen gulden tot een winst van 43 miljoen. De Jong werd in 1994 interim-directeur van NS-reizigers. Per 1996 werd hij aangesteld om het Amsterdamse GVB te saneren. De Jong onderzocht eind jaren 1990 in opdracht van het ministerie van Economische Zaken de toekomst van scheepswerf Koninklijke Schelde Groep die in 2000 verkocht werd.
Erik Jurgens (1975-1985) · Pieter van Dijke (1985-1988) · Joop van der Reijden (1988-1990) · Pieter van Dijke (wnd. 1990-1991) · Max de Jong (1991-1993) · André van der Louw (1994-1997) · Gerrit Jan Wolffensperger (1998-2003) · Harm Bruins Slot (2003-2008) · Henk Hagoort (2008-2016) · Shula Rijxman (2016-2022) · Frederieke Leeflang (2022-2025)